# Петер Беренс
Петер Беренс (нім. Peter Behrens; 14 квітня 1868, Гамбург — 27 лютого 1940, Берлін) — один із засновників сучасної промислової архітектури та дизайну, представник дюссельдорфської художньої школи.

Петер Беренс відомий, перш за все, як архітектор. Разом з тим він зміг знайти свій шлях до успіху і як художник, графік, ілюстратор книг, розробник шрифтів, що зробило його одним з найвідоміших представників стилю Модерн (у Німеччині — югендстиль).

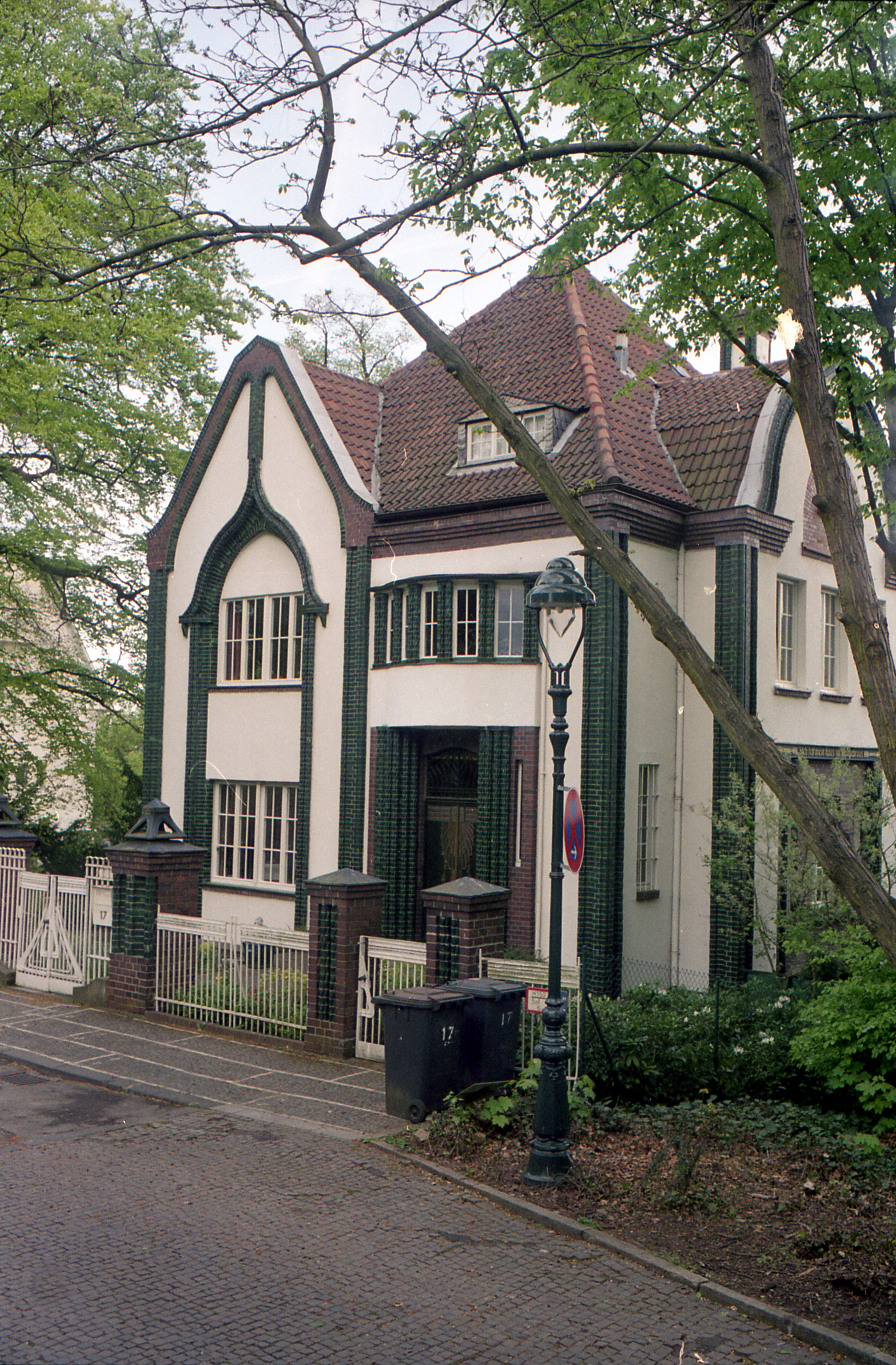
Будинок Беренса

## Біографія
Після навчання в Карлсруе та Дюссельдорфі в 1891—1899 роках мешкав в Мюнхені, де увійшов до лав Сецесіону. Його твори тих років тяжіють до югендстилю, при цьому композиційно зберігаючи геометричну чіткість. 1901 року спроектував власний будинок у Дармштадтській художній колонії, разом зі всіма меблями та аксесуарами.
1903 року став директором Художньо-промислової школи в Дюссельдорфі та займав цю посаду до 1907 року.
З 1907 року художній консультант фірми AEG у Берліні. Саме тоді він показав себе як творець промислового дизайну та промислової архітектури. З його майстерні в Берліні вийшли Міс ван дер Рое і Вальтер Гропіус.

## Засновник промислового дизайну

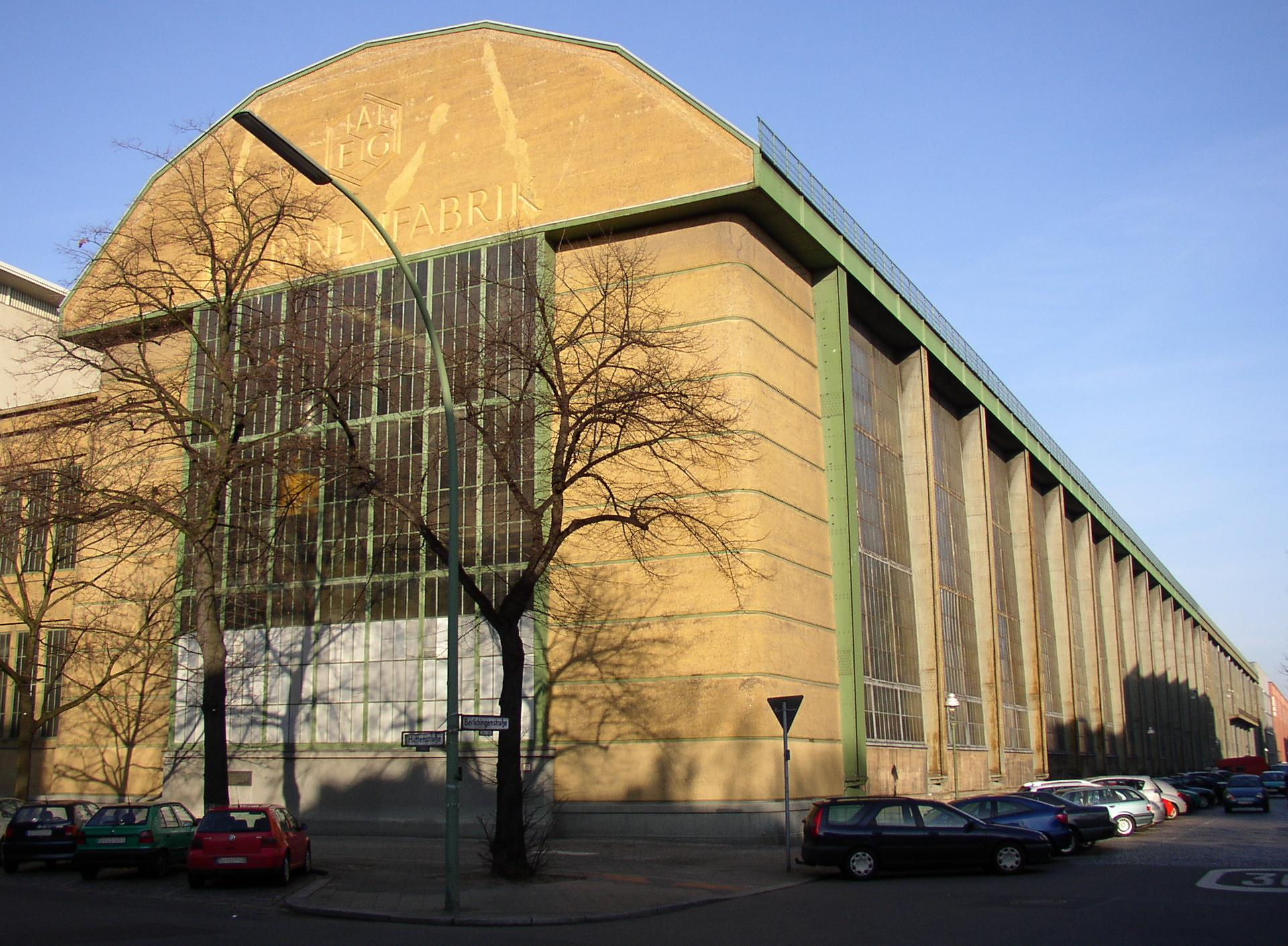
AEG

1907 року Беренс погодився стати радником концерну «AEG» і вперше в історії провів його повний «ребрендинг», спроектувавши в єдиному стилі не лише заводські та офісні будівлі, а й місця роздрібного продажу, офісні меблі, рекламні щити, продукцію (фени, вентилятори, упаковку тощо). Стояв біля витоків Німецького Веркбунда, відстоюючи принципи функціоналізму, а також використання сучасних матеріалів — скла і сталі.
У його майстерні робили перші кроки такі архітектори-модерністи, як Ле Корбюзьє, Вальтер Гропіус, Міс ван дер Рое.

## Будівля німецького посольства в Петербурзі

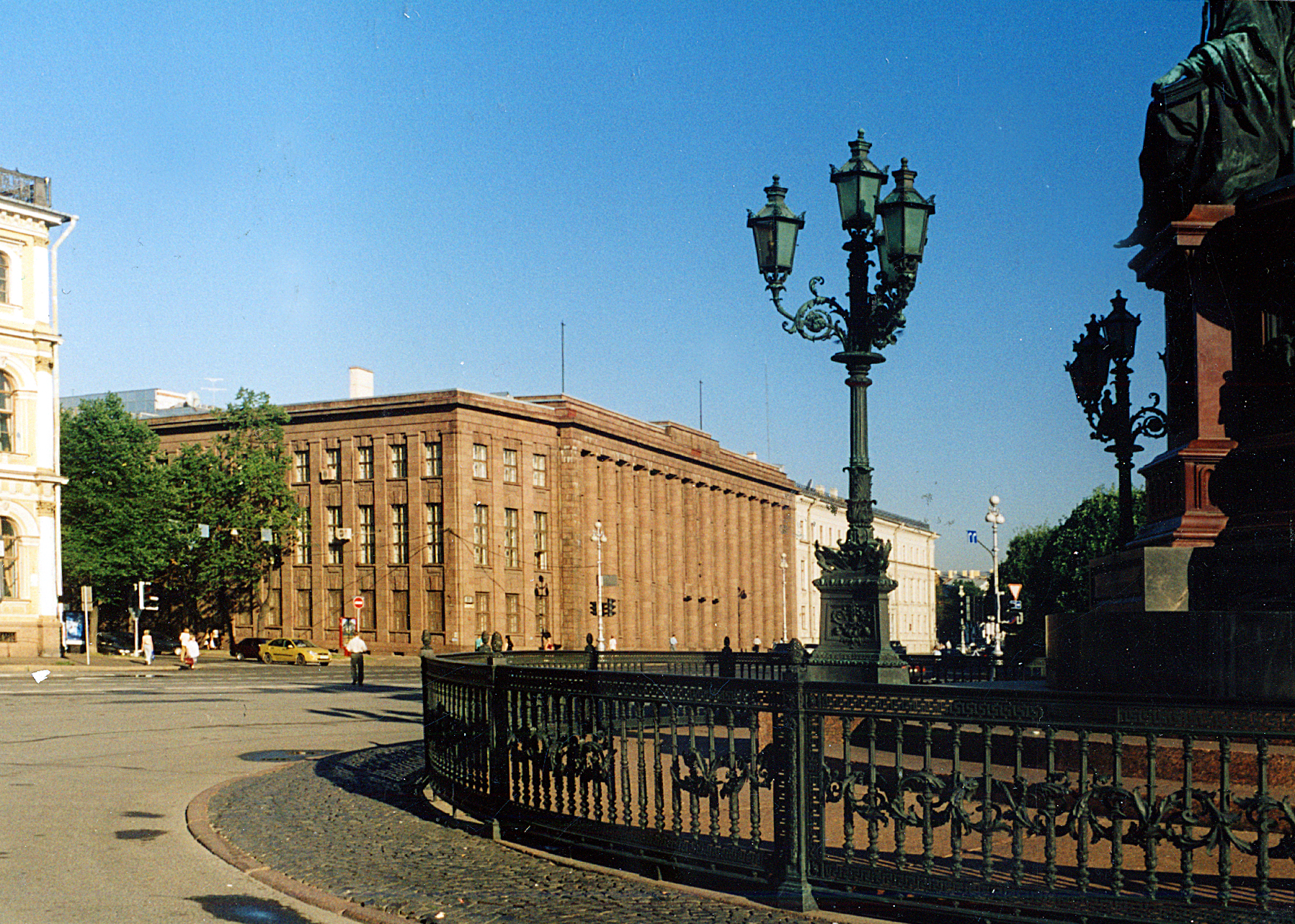
Сучасний вигляд будівлі колишнього німецького посольства в Петербурзі

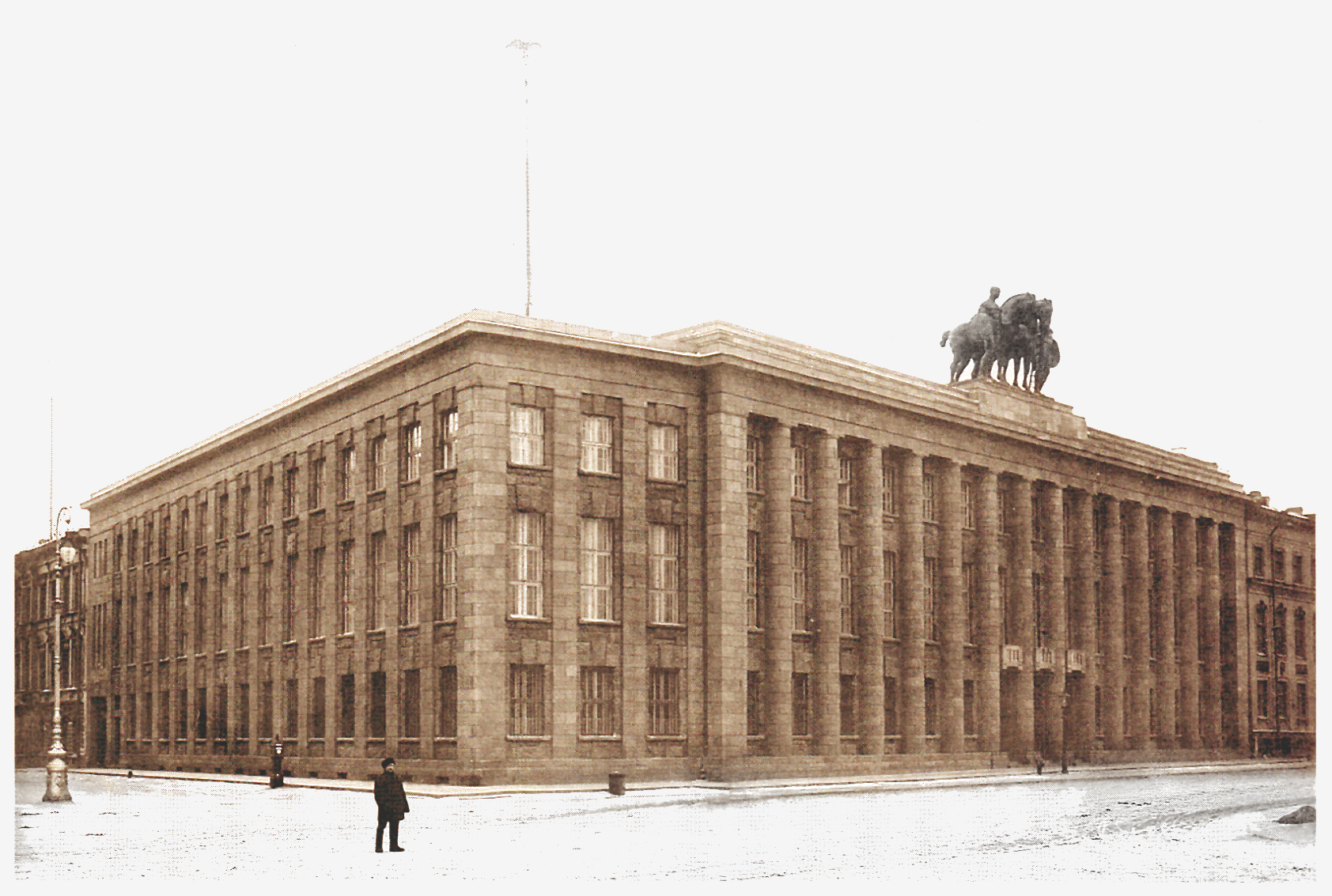
Початковий (авторський) вигляд німецького посольства в Петербурзі

У 1911-12 рр. Беренс спроектував один з ключових пам'ятників європейського неокласицизму — будівлю посольства Німеччини на Ісаакіївській площі в Петербурзі.
Спрощені, позбавлені класичного декору колони, здавалося, проголошували брутальну міць Німецької імперії. Особливо чітко ця ідея знайшла відбиток у скульптурній групі Диоскурів і двох коней, якої нині не вистачає для цілісності художнього задуму автора. Її скинув шовіністично настроєний натовп після початку Першої світової війни.
Німецьке посольство в Петербурзі — прототип тієї архітектури, яка набула розвитку за тоталітарних режимів у СРСР і Німеччині в 30-х роках XX століття.

## Інші роботи

Будівля «AEG» в берлінському районі Веддинг

Впродовж наступних десятиліть Беренс проектував переважно заводські та фабричні будівлі (в Берліні, 1909—1912; Ризі, 1912—1914 (Два корпуси заводу «Уніон» — нині ВЕФ, спільно з Ф. Шеффелем та Ф. Зейберліхом); Обергаузені, 1921—1925; Хехсті, 1925—1926; Лінці, 1932—1936). В 1922—1936 рр. очолював Школу архітектури при Віденській академії мистецтв. Попри граничний лаконізм декору, пізні споруди Беренса цілком вписуються в русло німецької традиції з властивою їй значною ваговитістю та масивною суворістю.